# ابراهیم باعونی
ابراهیم باعونی (۱۸ فوریه ۱۳۷۶، صفد - ۱۳ نوامبر ۱۴۶۵، دمشق) (ابراهیم بن احمد بن ناصر) زبان‌شناس، ادیب و شاعر شامی بود. در روزگار خود، بزرگِ ادیبان شام شمرده می‌شد..
 

## زندگی
او در ۲۷ رمضان ۷۷۷ق/ ۱۸ فوریه ۱۳۷۶ در صفد، فلسطین زاده شد و همان‌جا بزرگ شد. نزد پدرش درس خواند و قرآن را به طور تجوید نزد حسن فرغنی، امامِ مسجد جامع صفد حفظ کرد. سپس در حوالی سال ۷۹۰ق همراه پدرش به دمشق رفت و آنجا فقه خواند. در ۸۰۴ق به مصر رفت و نزد بزرگان آنجا به تکیمل تحصیلاتش پرداخت. پس از این‌ها، به دمشق بازگشت. آنجا حُکم قضاوت و خطابت در مسجد جامع اموی را گرفت، به نیابت از پدرش.
ابراهیم باعونی در دمشق در ۲۴ ربیع‌الاول ۸۷۰ق درگذشت.

## آثار
- من عجائب الوضع فی السلاسة و الانسجام
- مختصر الصحاح
- لعباب
- دیوان شعر
- دیوان خطب و رسائل
- الغیث الهاتن فی العذار الفاتن